# Juan Valiente
Juan Valiente (1505? – Tucapel, 1553) fu un conquistador spagnolo nero, di origine africana.

## Biografia
Come molti dei conquistadores di colore, come Juan Garrido e Sebastián Toral in Messico, Juan Bardales in Honduras e Panama, o Juan Beltrán, Valiente era nato in Africa Occidentale ed ebbe un nome diverso fino al 1505, quando giunse come schiavo in Messico. Qui fu comprato da uno spagnolo di nome Alonso Valiente, il quale lo battezzò e lo portò in Spagna.
Nel 1533 firmò un contratto col proprietario in base al quale gli veniva concesso di cercare fortuna come conquistador, ed in cui si diceva che dopo quattro anni di profitti avrebbe dovuto tornare. Juan giunse in Guatemala partecipando alla spedizione di Pedro de Almagro. Andò in Cile con Almagro, unendosi poi alla compagnia di Pedro de Valdivia.
Valiente contribuì alla fondazione di Santiago del Cile nel 1546, e fu ricompensato con un ranch nei sobborghi. Quattro anni dopo ricevette una commissione e creò una propria famiglia con Juana de Valdivia, una schiava africana liberata, una volta appartenuta al governatore. In Cile fece una certa fortuna potendo vivere libero. Nonostante questo, Alonso Valiente non aveva dimenticato i propri interessi. Valiente gli concesse un nuovo insediamento e, nel 1541, mandò un nipote a negoziare con lo schiavo un prezzo per la liberazione delle proprietà.
Juan ricordava il suo passato da schiavo, ed avrebbe voluto pagare i debiti. A causa di un ufficiale corrotto, però, non fu in grado di farlo. Alonso Valiente insistette per recuperare il proprio denaro, ma era troppo tardi; Juan Valiente era morto ed i resti erano stati sepolti in Regione dell'Araucanía.